# 욘 랑에
욘 랑에(덴마크어: Jon Lange, 1980년 3월 28일 ~ )는 덴마크의 배우이다. 본명은 욘 구드만 레이 랑에(Jon Gudmand Lei Lange)다. 쇠보르(Søborg)에서 태어났다.

## 영화
- 리바운스 (2011년)
- 브라더후드 (2009년)
- 룸 205 (2007년)
- 영 언더슨 (2005년)
- 알레그로 (2005년)
- 미드써머 (2003년) - 마크 역
- 진실한 시간들 (2002년)